# 290 (عدد)
290 هو عدد صحيح طبيعي بين 289 و291

## في الرياضيات

### خصائص
- 290 عدد زوجي
- 290 عدد ناقص